# Grand Cube Osaka
Le Centre de congrès international de la préfecture d'Osaka (大阪府立国際会議場, Ōsaka Furitsu Kokusai Kaigijō), communément appelé
Grand Cube Osaka (グランキューブ大阪, Guran kyūbu Ōsaka), est un centre de conférences situé dans la ville d'Osaka, au Japon.
Le bâtiment a une hauteur de 104, 51 m.
A côté du centre des congrès, la station souterraine de Nakanoshima est le terminus de la ligne Keihan Electric Railway Nakanoshima.

## Vaccination lors de la pandémie de Covid-19
En mai 2021, le centre est un des sites envisagés pour la vaccination de masse lors de la pandémie de Covid-19 au Japon.

## Événements passés

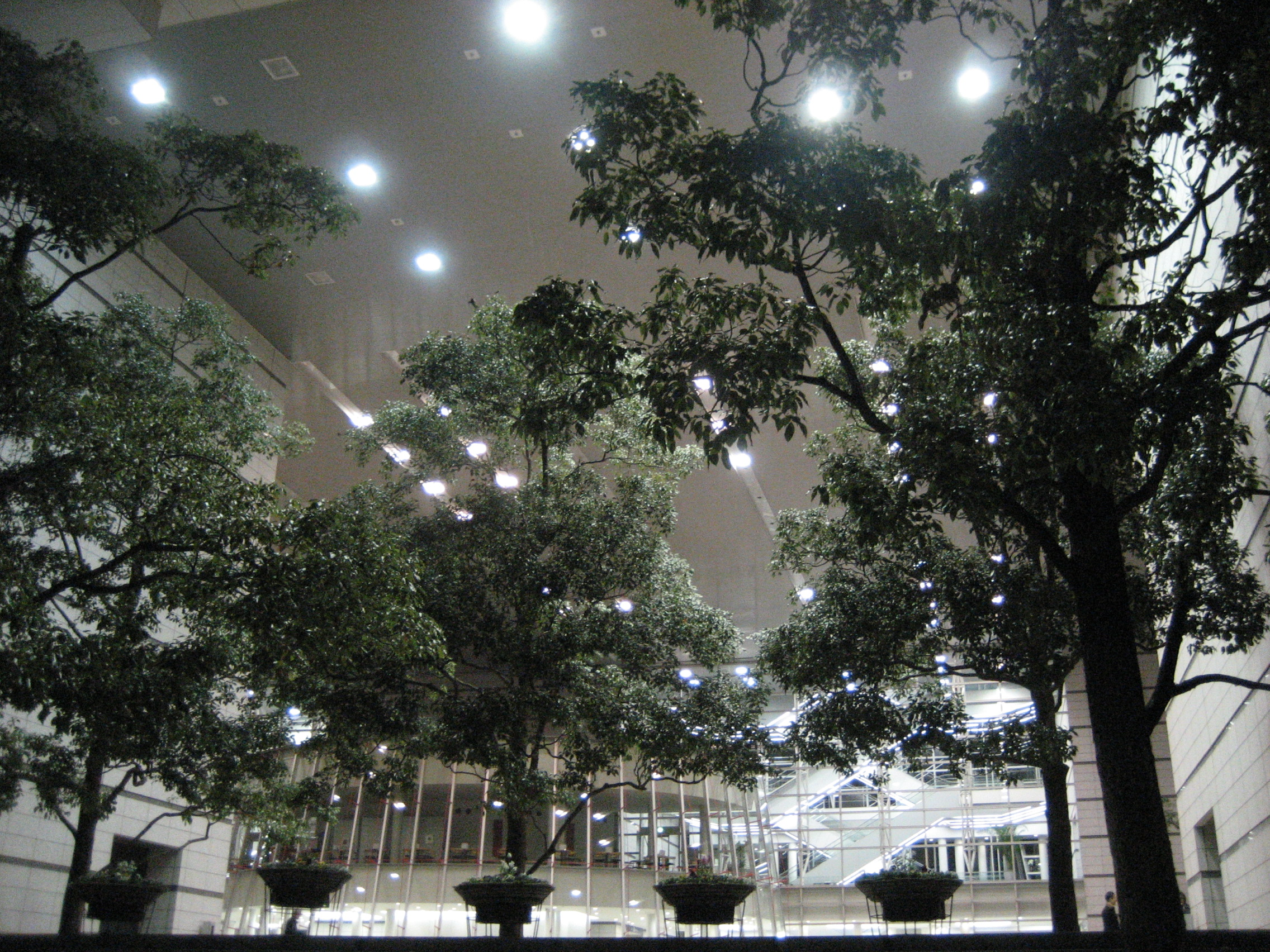
Intérieur du bâtiment en 2008.

- Congrès de l'Organisation mondiale du tourisme 2001
- Convention mondiale du Rotary International 2004
- 34e congrès des ministres des Finances au sommet du G8
- Tirage au sort du championnat japonais de baseball des lycées (2009)
- 26e Conférence internationale sur la linguistique computationnelle (2016)

## Décor de cinéma
Le bâtiment a servi de décor pour une partie du film Godzilla X Megaguirus.